# الموردة (القفر)

تعديل مصدري - تعديل

الموردة هي إحدى قرى عزلة بني مسلم بمديرية القفر التابعة لمحافظة إب، بلغ تعداد سكانها 20 نسمة حسب تعداد اليمن لعام 2004.